# Pléhédel
Pléhédel település Franciaországban, Côtes-d’Armor megyében. Lakosainak száma 1317 fő (2022. január 1.). Pléhédel Lanleff, Lanloup, Plouézec, Plouha, Pludual, Tréméven és Yvias községekkel határos.

## Népesség
A település népességének változása:
| Lakosok száma | 1134 | 1200 | 1085 | 1253 | 1290 | 1289 | 1313 | 1325 | 1335 | 1317 |
|               | 1968 | 1982 | 1990 | 2006 | 2013 | 2015 | 2017 | 2019 | 2020 | 2022 |